# ماغوسابورو وهارا

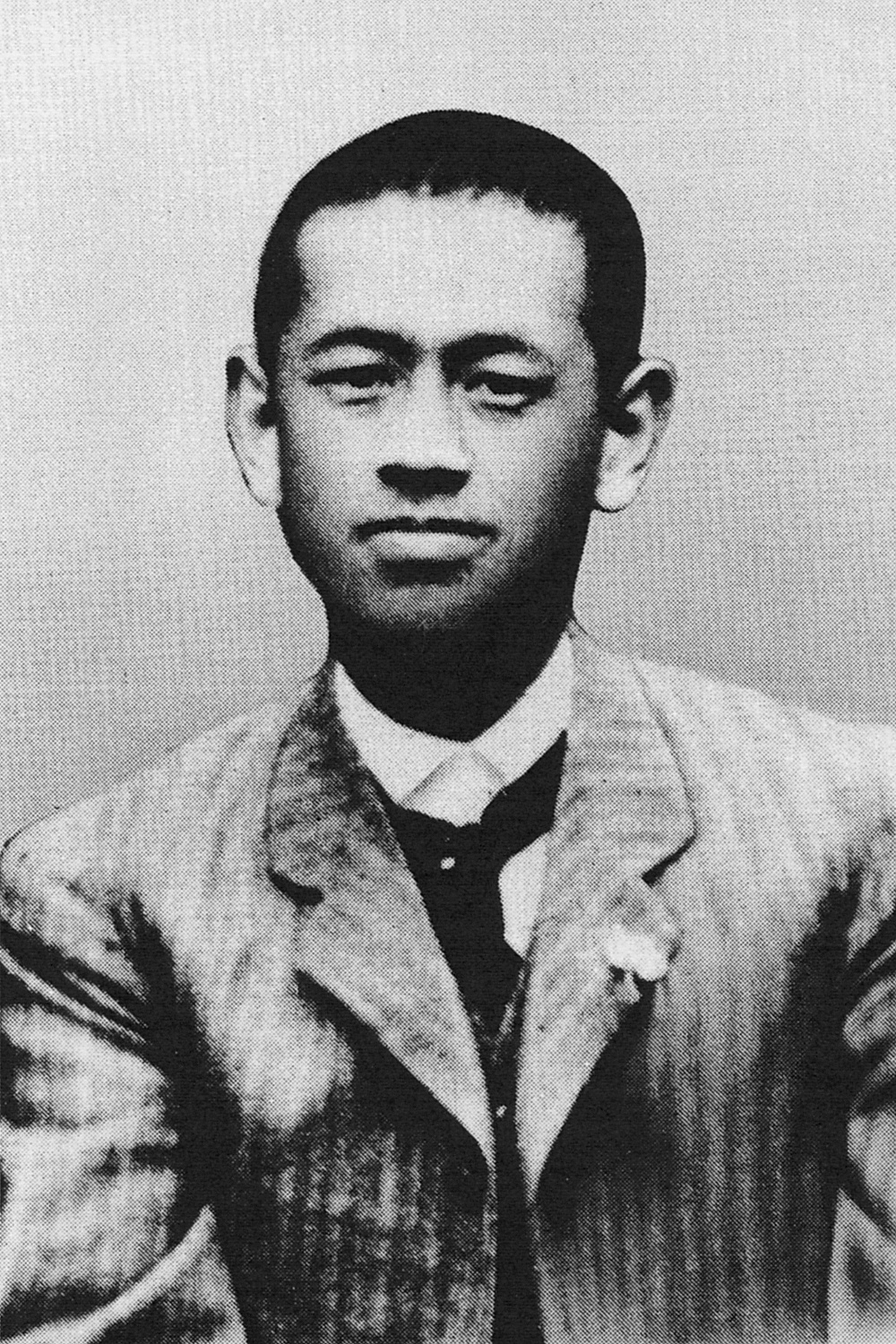
ماغوسابورو وهارا

ماغوسابورو وهارا Magosaburō Ōhara (大原 孫三郎 Ōhara Magosaburō)، ولد في 28 يوليو 1880 - 18 يناير 1943. كان رجل أعمال ياباني، وفاعل خير. أسس متحف وهارا للفنون وشركة كوراري (Kuraray) للصناعات الكيميائية.

## الأصول
كان مواطناً من كوراشيكي في أوكاياما.